# Fernão Dias
Ne doit pas être confondu avec Fernão Dias Pais ou Rodovia Fernão Dias.
Fernão Dias est une localité de Sao Tomé-et-Principe située sur la côte nord de l'île de Sao Tomé, dans le district de Lobata. C'est une ancienne roça. Son nom est associé à une page tragique de l'histoire du pays, en 1953.

## Population
Lors du recensement de 2012, 456 habitants y ont été dénombrés. 

## Histoire

### La roça

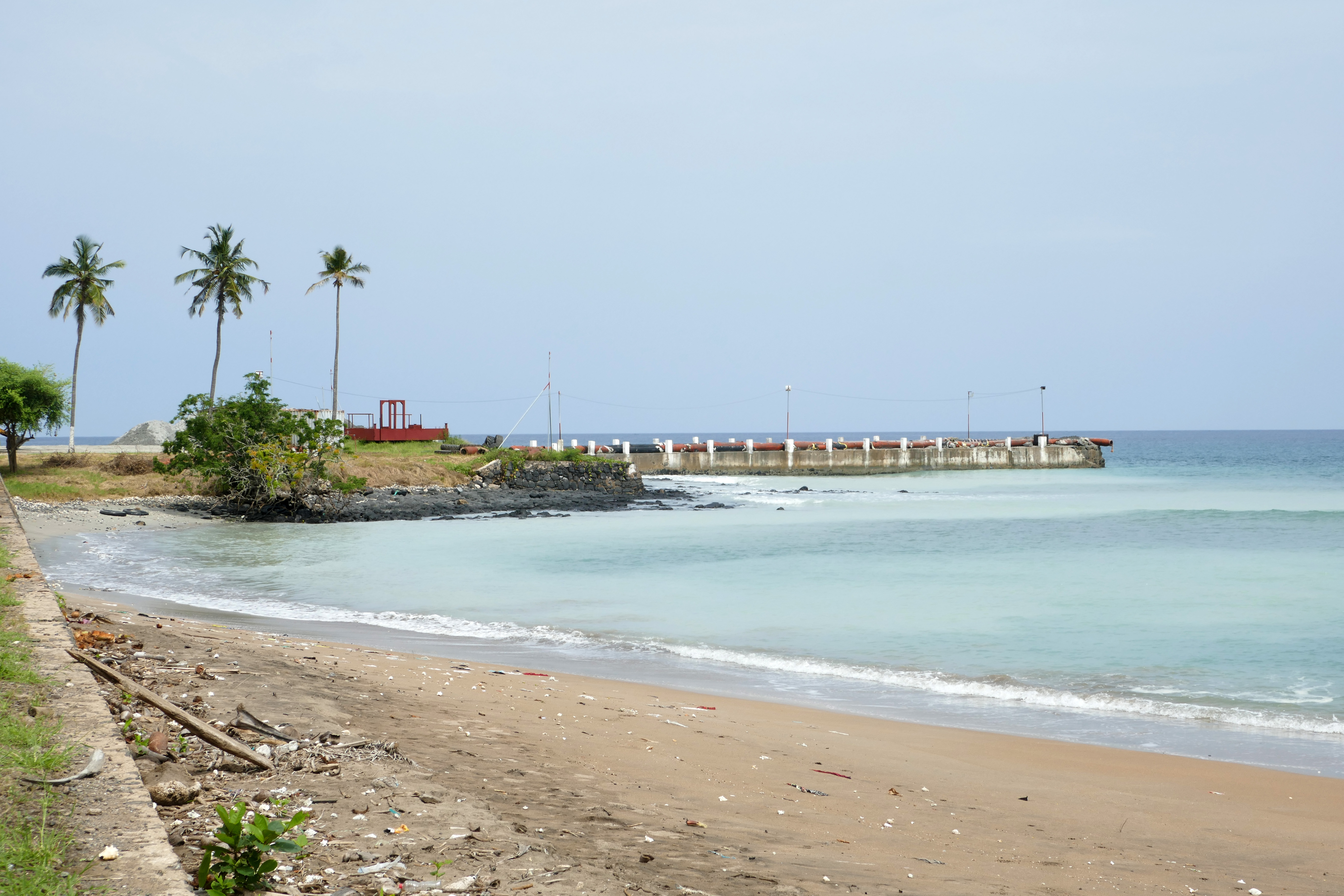
Ponton d'embarquement.

Fernão Dias était une « dépendance » de l'importante roça Rio do Ouro (rebaptisée « roça Agostinho Neto ») – les « dépendances » étant des roças de plus petite dimension associées à une roça-siège. Elles faisaient partie de la même entreprise agricole, avec souvent une fonction d'écoulement rapide du produit. Ainsi Rio do Ouro possédait le réseau ferroviaire le plus avancé de l'archipel, qui la reliait à ses dépendances et notamment à son port, situé à Fernão Dias.
Historiquement, et contrairement à d'autres localités côtières voisines, ce n'était donc pas avant tout un village de pêcheurs.
Photographies et croquis réalisés en 2011 mettent en évidence la disposition des bâtiments, leurs dimensions et leur état à cette date.

### Les événements de février 1953
En 1953 les autorités portugaises avaient installé un camp de travaux forcés sur la plage de Fernão Dias, où un quai d'accostage était en construction. De nombreux prisonniers y furent torturés, une vingtaine aurait succombé.
Des événements sanglants, connus sous le nom de massacre de Batepá, se produisirent à Fernão Dias en 1953.
Deux grands noms de la littérature santoméenne évoquent ces événements tragiques dans leurs poèmes :
O mar, o mar de Fernão Dias

engolindo vidas humanas

está rubro de sangue.
— Alda Espírito Santo, É nosso o solo sagrado da terra, 1978.
Mostra-me o sangue

O sangue e as veias da lua

Quando as línguas decepadas

Ressuscitarem

Em Fernão Dias no mês de Fevereiro.
— Conceição Lima, O útero da casa, 2004.
L'événement est commémoré pour la première fois en 1976 par une Marche de la Jeunesse qui se rend de la place de l'Indépendance à São Tomé jusqu'à la plage de Fernão Dias, située à une dizaine de kilomètres de la capitale, et en fait un véritable lieu de mémoire. À partir de 1991, une cérémonie religieuse y est célébrée chaque année. En 1993 on y érige un modeste monument constitué d'un pilier en béton carrelé. En août 2008 ce lieu symbolique est choisi pour y signer un important contrat avec la société française Terminal Link en vue de la construction d'un port en eaux profondes.

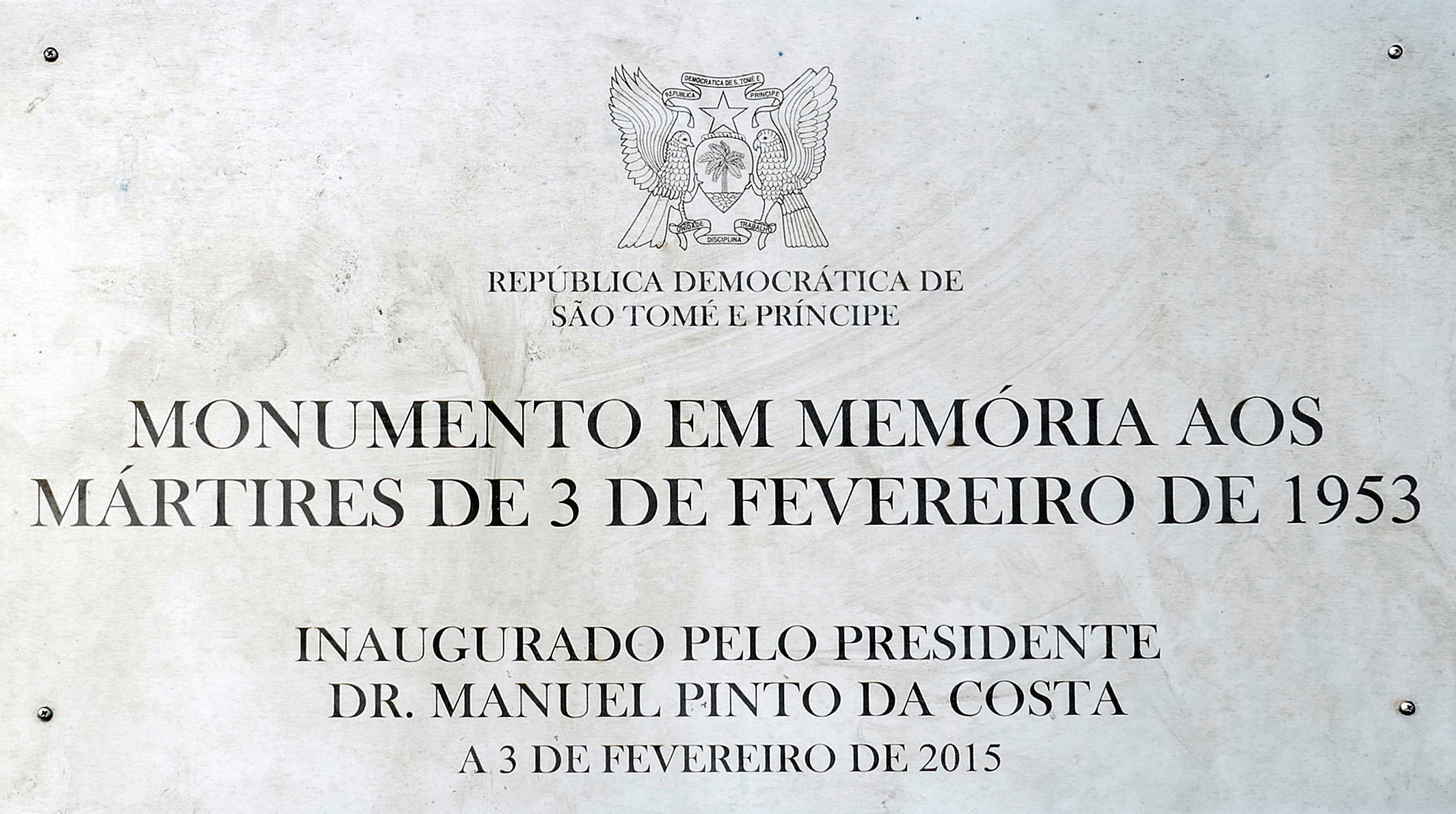
Plaque commémorative.

Lorsqu'un projet de destruction de ce monument déclenche une violente polémique en 2010 – année d'échéance électorale –, le gouvernement décide de financer, non loin de là, dans la plantation de Fernão Dias, la construction d'un monument provisoire, une statue représentant un colon fouettant un esclave. Il annonce par la même occasion l'ouverture d'un concours pour la construction d'un nouveau lieu de mémoire, un projet ambitieux incluant un musée, un centre de documentation et d'autres infrastructures.
Un projet assez différent aboutit quelques années plus tard, lorsque, le 3 février 2015, en présence du président de la République Manuel Pinto da Costa, un monument à la mémoire des martyrs du 3 février 1953 est inauguré sur la plage de Fernão Dias.

## Économie
La construction d'un port en eaux profondes à Fernão Dias est en projet de longue date. En 2019 des négociations avec la Chine sont en cours pour la réalisation d'un port « multifonctionnel » adapté aux réalités de l'archipel, destiné à la fois à la pêche et au commerce.
Le tourisme s'appuie sur la plage de sable, la proximité de l'ilhéu das Cabras et le nouveau monument.

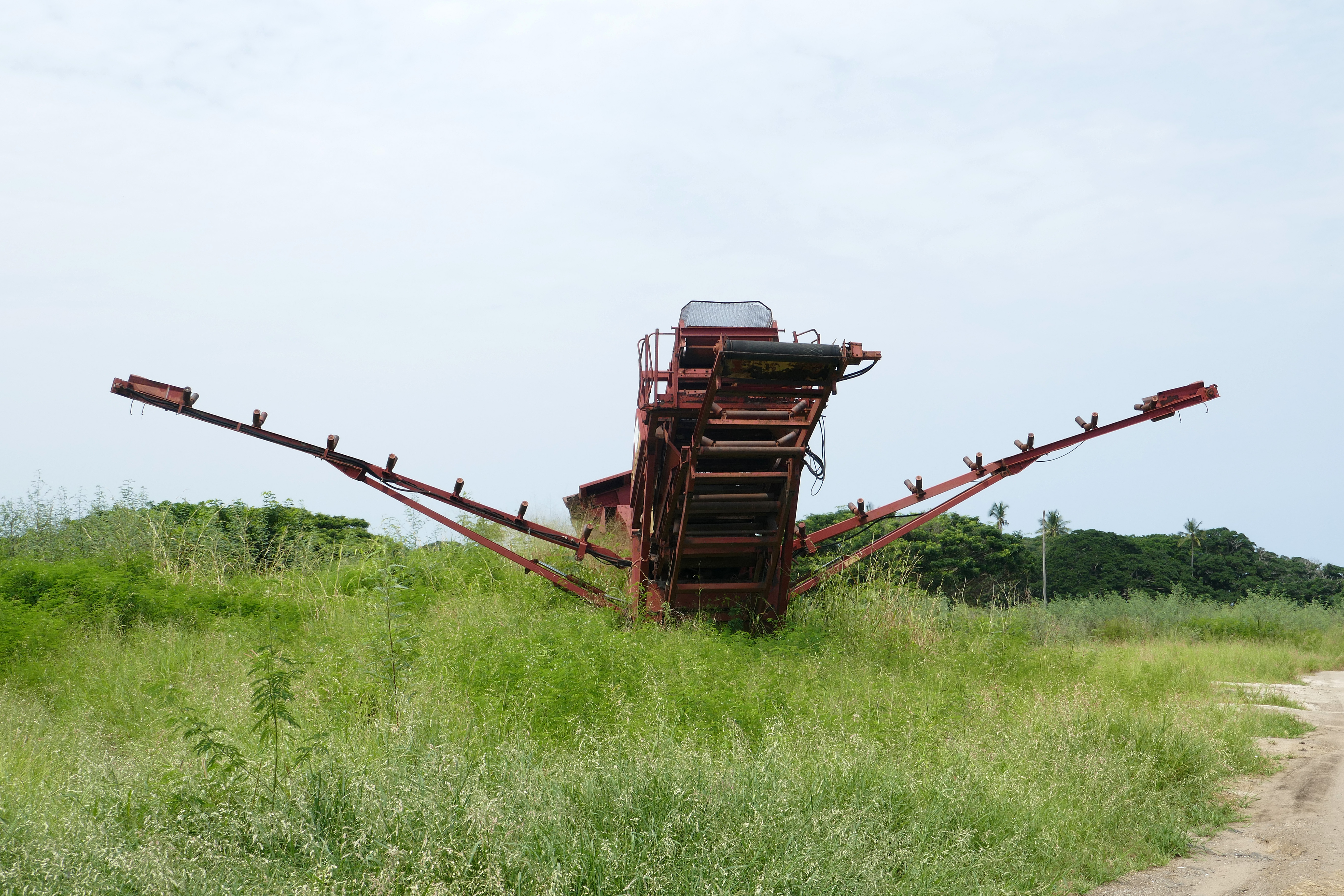
Ancienne machine à broyer la canne à sucre.
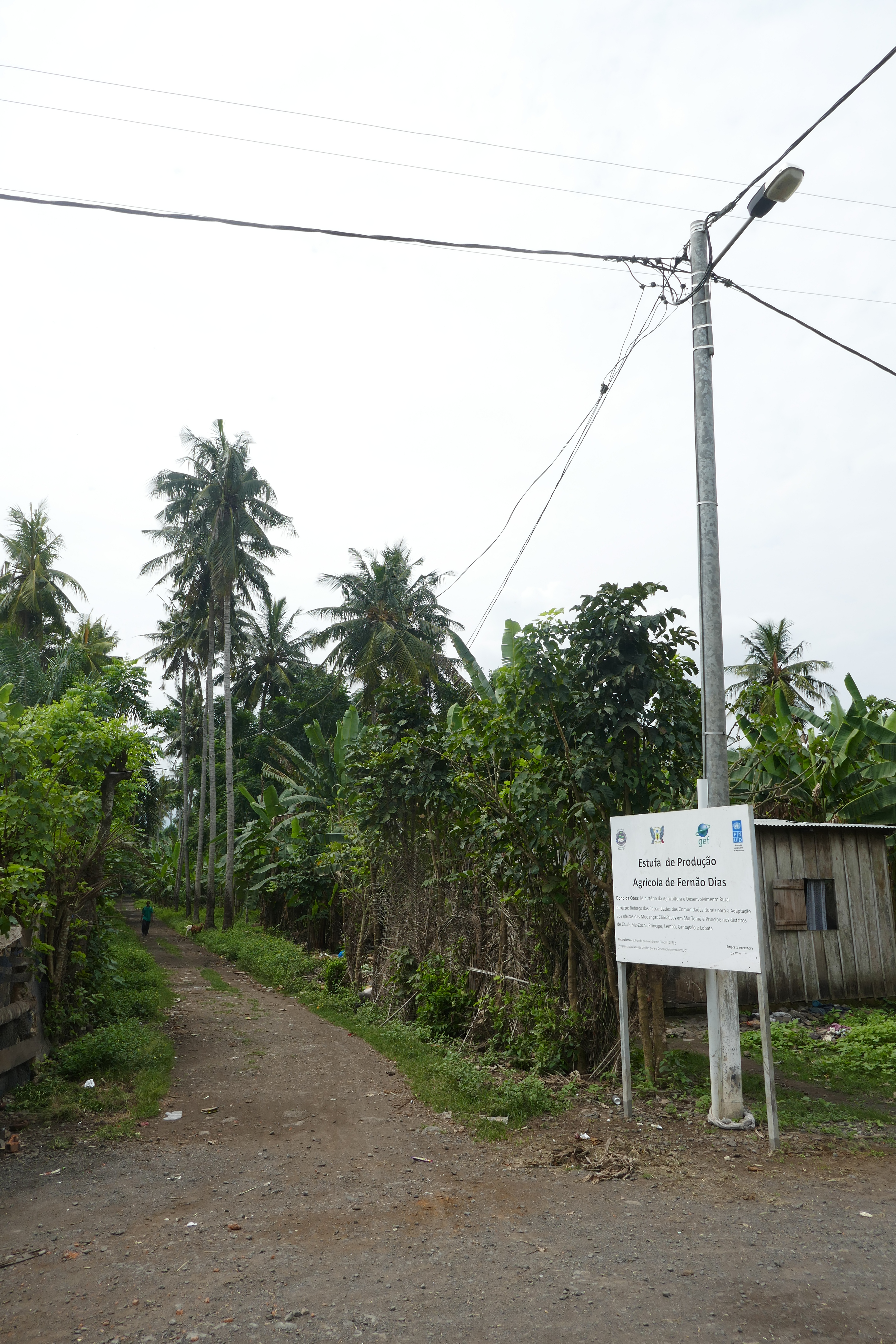
Coopérative agricole.
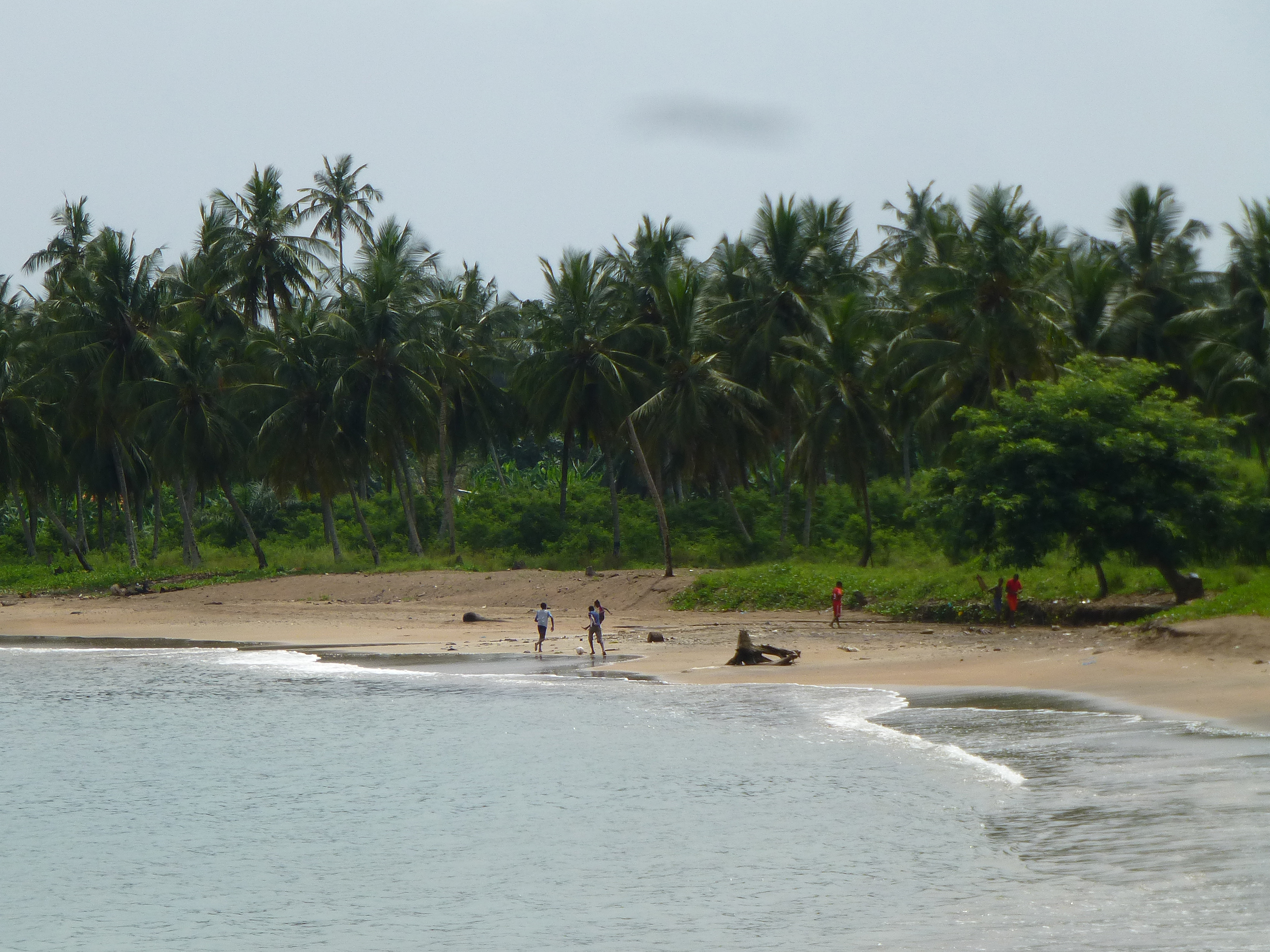
Plage.